# Borszcze
Borszcze (ukr. Борщі) – wieś na Ukrainie, w obwodzie winnickim, w rejonie barskim.

## Urodzeni w Borszczach
- Adam Czartkowski – polski botanik, historyk kultury, publicysta polityczny, znawca i tłumacz literatury, nauczyciel i wykładowca[1][2].